# Quint Marci Filip (cònsol 281 aC)
Quint Marci Filip (en llatí: Quintus Marcius Q. F. Q. N. Philippus) va ser un magistrat romà del segle iii aC. Formava part de la gens Màrcia, d'origen plebeu.
Va ser elegit cònsol l'any 281 aC juntament amb Luci Emili Barbula, i va fer la guerra contra els etruscs. Va celebrar un triomf un 1 d'abril, per la seva victòria en aquesta guerra. L'any 263 aC era magister equitum del dictador Gneu Fulvi Màxim Centumal. El cognomen Filip que li donen els Fasti, és probablement un anacronisme, i segurament li atribueixen per les relacions del seu fill Luci Marci Filip amb Filip V de Macedònia. El nom d'aquest personatge seria només Quint Marci.